# Elizabeth Arnedo
Elizabeth Arnedo, patinadora en línea colombiana. Es la campeona de Centroamérica y del Caribe en Mayagüez 2010.

## Trayectoria
La trayectoria deportiva de Elizabeth Arnedo se identifica por su participación en los siguientes eventos nacionales e internacionales:

### Juegos Centroamericanos y del Caribe
Fue la octava deportista con el mayor número de medallas de la selección de  Colombia 
en los juegos de Mayagüez 2010.

#### Juegos Centroamericanos y del Caribe de Mayagüez 2010
Su desempeño en la vigésima primera edición de los juegos, se identificó por ser la vigésima tercera deportista con el mayor número de medallas entre todos los participantes del evento, con un total de 5 medallas:

- , Medalla de oro: 200 m Contrarreloj
- , Medalla de oro: 3000 m Relevos
- , Medalla de oro: 300m Contrarreloj
- , Medalla de plata: 1000 m Grupo
- , Medalla de bronce: 500 m Contrarreloj